# 波索鲁维奥
波索鲁维奥，是西班牙卡斯蒂利亚-拉曼恰昆卡省的一个市镇。总面积45平方公里，总人口468人（2001年），人口密度10人/平方公里。